# Echinorhynchus malacocephali
Echinorhynchus malacocephali is een soort haakworm uit het geslacht Echinorhynchus. De worm behoort tot de familie Echinorhynchidae. Echinorhynchus malacocephali werd in 1985 beschreven door Parukhin.